# Semboku

Semboku, uneori Senboku, (仙北市 Semboku-shi?) este un municipiu din Japonia, prefectura Akita.